# Петър Калайджиев
Петър Николов Калайджиев е български революционер, деец на Вътрешната македоно-одринска революционна организация и на Вътрешната македонска революционна организация.

## Биография
Петър Калайджиев е роден през 1888 година във Валандово, тогава в Османската империя. Присъединява се като юноша към ВМОРО, а при избухването на Балканската война в 1912 година е доброволец в Македоно-одринското опълчение във втора отделна партизанска рота, а по-късно служи в четата на Панайот Карамфилович.. След войната се връща в родното си село, където е арестуван от новите сръбски власти за революционна дейност. Бяга успешно от затвора в Кавадарци и участва в бомбардирането на Удовския мост във Валандовската акция. Включва се и в Първата световна война, а след възстановяването на ВМРО е четник при Георги Въндев. Загива в сражение със сърби близо до Струмица през 1933 година.